# Іст Файф
«Іст Файф» (шотл. East Fife) — професійний шотландський футбольний клуб з міста Метіл. Виступає у шотландській Другій лізі як член Шотландської професійної футбольної ліги. Домашні матчі з 1921 року проводить на стадіоні «Бейв'ю Парк», який вміщує 1 980 глядачів.

## Короткі відомості
Потреба створення в Метілі професійної футбольної команди призвела до громадських слухань в січні 1903 року, результатом яких стала поява клубу «Іст Файф». «Файферс» є першим клубом, який тричі здобув Кубок Шотландії, та єдиним, хто здобув його будучи представником Другого дивізіону Шотландії. «Іст Файф» — один з чотирьох клубів-членів ліги, який базується в графстві Файф, але тільки він носить його ім'я. Три інших — «Данфермлін Атлетік», «Ковденбіт» і «Рейт Роверз» є історичними суперниками «Іст Файфа».

## Досягнення
- Чемпіонат Шотландії:
  - Бронзовий призер (2): 1951-52, 1952-53
- Кубок Шотландії:
  - Володар (1): 1937-38
  - Фіналіст (2): 1926-27, 1949-50
- Кубок Шотландської ліги:
  - Володар (3): 1948-49, 1949-50, 1953-54